# Верховний комісар
Верховний комісар (англ. High Commissioner) у країнах Співдружності  — це старший дипломат (рівня посла), який очолює дипломатичну місію однієї країни Співдружності до іншої. Наприклад, у Лондоні Австралію представляє не посол, а Високий комісар (і аналогічно у Канберрі), і посольство Папуа Нової Гвінеї у Австралії також є представництвом високого комісара тощо.
Представництво висо́кого коміса́ра (англ. High Commission) — відповідно назва посольства однієї країни — члена Співдружності у іншій країні Співдружності. 
Цей порядок найменування пояснюється тим, що посли традиційно призначаються головою держави, якого вони формально представляють перед іншим головою держави, а всі країни — члени Співдружності спочатку мали спільного голову держави у особі британського монарха, який не міг відправити посла до самого себе. Тому монарх надав право своєму урядові призначити Високого комісара до уряду кожної з інших його територій. Зараз таке найменування збереглось і у республіках Співдружності, головою яких британський монарх не є.
Цю термінологію було позичено США для їх підопічних тихоокеанських територій.

## Зноски
1. ↑  Embassies. Commonwealth of Nations. Процитовано 27 березня 2024.